# Кусіро (аеропорт)
Аеропорт Кусіро (яп. 釧路空港, くしろくうこう, кусіро куко; англ. Kushiro Airport) — державний вузловий міжнародний аеропорт в Японії, розташований в місті Кусіро префектури Хоккайдо. Розпочав роботу 1961 року. Важливий транспортний вузол префектури поряд з Новим аеропортом Тітосе та аеропортом Хакодате. Спеціалізується на внутрішніх та міжнародних авіаперевезеннях.